# Aluniș (Mureș)
Pour les articles homonymes, voir Aluniș.
Aluniș (Magyaró en hongrois, Haseldorf en allemand) est une commune roumaine du județ de Mureș, dans la région historique de Transylvanie et dans la région de développement du Centre.

## Géographie
La commune d'Aluniș est située dans le nord du județ, dans la haute vallée du Mureș, au pied des Monts Gurghiu (Munții Gurghiului), à 15 km au nord de Reghin et à 47 km au nord-est de Târgu Mureș, le chef-lieu du județ. Le point culminant de la commune est le Mont Zăspad (1 228 m d'altitude).
La municipalité est composée des trois villages suivants (population en 2002) :
- Aluniș (2 036), siège de la municipalité ;
- Fițcău (489) ;
- Lunca Mureșului (775).

## Histoire
La première mention écrite du village d'Aluniș date de 1228 sous le nom de Mogoreu.
La commune d'Aluniș a appartenu au royaume de Hongrie, puis à l'empire d'Autriche et à l'Empire austro-hongrois.
En 1876, lors de la réorganisation administrative de la Transylvanie, Aluniș a été rattachée au comitat de Maros-Torda.
La commune d'Aluniș a rejoint la Roumanie en 1920, au traité de Trianon, lors de la désagrégation de l'Autriche-Hongrie. Elle a été de nouveau occupée par la Hongrie de 1940 à 1944, période durant laquelle la petite communauté juive fut exterminée par les Nazis. Elle est redevenue roumaine en 1945.

## Politique
Le conseil municipal d'Aluniș compte 13 sièges de conseillers municipaux. À l'issue des élections municipales de juin 2008, Adalbert Kocsis (UDMR) a été élu maire de la commune.
| Parti                                      | Nombre de conseillers |
| ------------------------------------------ | --------------------- |
| Union démocrate magyare de Roumanie (UDMR) | 8                     |
| Parti démocrate-libéral (PD-L)             | 2                     |
| Parti Civique Hongrois (PCM)               | 2                     |
| Candidat indépendant                       | 1                     |

## Religions
En 2002, la composition religieuse de la commune était la suivante :
- Réformés, 68,18 % ;
- Chrétiens orthodoxes, 26,90 % ;
- Adventistes du septième jour, 2,78 % ;
- Catholiques romains, 1,30 %.

## Démographie
En 1900, la commune comptait 644 Roumains (19,39 %) et 2 601 Hongrois (78,32 %).
En 1930, on recensait 755 Roumains (20,47 %), 2 775 Hongrois (75,24 %), 51 Juifs (1,38 %) et 104 Tsiganes (2,83 %).
En 2002, 524 Roumains (15,87 %) côtoient 2 383 Hongrois (72,21 %) et 393 Tsiganes (11,90 %). On comptait à cette date 1 160 ménages et 1 300 logements.
| 1850  | 1880  | 1900  | 1910  | 1930  | 1956  | 1977  | 1992  | 2002  |
| ----- | ----- | ----- | ----- | ----- | ----- | ----- | ----- | ----- |
| 1 917 | 2 189 | 2 882 | 3 321 | 3 688 | 3 870 | 4 147 | 3 367 | 3 300 |

| 2007  | - | - | - | - | - | - | - | - |
| ----- | - | - | - | - | - | - | - | - |
| 3 251 | - | - | - | - | - | - | - | - |

## Économie
L'économie de la commune repose sur l'agriculture, l'élevage et l'exploitation des forêts.

## Communications

### Routes
Aluniș est située sur la route nationale DN15 qui relie Târgu Mureș avec le județ de Harghita et Toplița.

### Voies ferrées
La ligne de chemin de fer Deda-Târgu Mureș traverse la commune.